# Жарикова, Галина Валентиновна
Гали́на Валенти́новна Жа́рикова (род. 24 января 1941) — советская спортсменка, мастер спорта СССР международного класса, рекордсменка мира 1974 года, двукратная чемпионка мира 1974 года, четырёхкратная чемпионка Европы, многократная чемпионка и рекордсменка СССР в личном и командном первенстве.

## Биография
Жарикова Галина Валентиновна (девичья фамилия — Иванова) родилась 24 января 1941 года на станции Оловянная (Читинская область).
Начала заниматься стрельбой в 1968 году. В 1969 году стала мастером спорта и членом сборной РСФСР. С 1970 года по 1980 год являлась членом сборной СССР.
В 1980 году несла олимпийский огонь в Белгородской области.
С 1983 года перешла на тренерскую работу.

## Семья
- Родители:
  - Отец — Иванов Валентин Николаевич.
  - Мать — Иванова Екатерина Павловна.
- Муж — Жариков Виктор Федорович, мастер спорта по пулевой стрельбе из винтовки.
- Дочь — Сотник Елена Викторовна (девичья фамилия — Жарикова), МС по пулевой стрельбе из пистолета.
- Сын — Жариков Павел Викторович, МС по пулевой стрельбе из пистолета.

## Спортивные достижения

### Рекорды
- Рекорд Европы и мира 1974 г. в командном первенстве ПП-2, СССР (Н. Столярова, Г. Жарикова, Г. Дмитриева) — 1147 очков (Энсхеде)[1][2].
- Рекорд СССР 1971 г. в командном первенстве ПП-3, РСФСР (Н. Ибрагимова, Г. Жарикова, Н. Казакова) — 1696 очков (Мытищи, Московская обл.).
- Рекорд СССР 1973 г. в командном первенстве МП-3, РСФСР (Г. Дмитриева, Г. Жарикова, В. Ганенок) — 830 очков (Минск).
- Рекорд СССР 1978 г. в командном первенстве ПП-2, ДОСААФ (Г. Корзун, З. Симонян, Г. Жарикова) — 1160 очков (Сухуми).
- Рекорд СССР 1980 г. в командном первенстве МП-5, РСФСР (Г. Корзун, Т. Турищева, Г. Жарикова) — 1771 очков (Львов)[3].

### Призовые места на соревнованиях

#### Чемпионаты мира по стрельбе
- XLI Чемпионат мира по стрельбе, 20—28 сентября 1974, Тун и Берн (Швейцария)
  - Стандартный малокалиберный пистолет, мишень с чёрным кругом и силуэт, 25 м (30+30), личное п-во — 583, 2-е место.
  - Стандартный малокалиберный пистолет, мишень с чёрным кругом и силуэт, 25 м (30+30), командное п-во, СССР (Г. Жарикова, Н. Столярова, З. Симонян) — 1749, 1-е место.
  - Пневматический пистолет, 10 м, 40 выстрелов, командное п-во, СССР (Г. Жарикова, Н. Столярова, З. Симонян) — 1141, 1-е место[4][5].

#### Чемпионаты Европы по стрельбе
- XII Чемпионат Европы по стрельбе, 3—9 августа 1974, Оденсе (Дания)
  - Стандартный малокалиберный пистолет, мишень с чёрным кругом и силуэт, 25 м (30+30), командное п-во, СССР (Г. Жарикова, Н. Столярова, З. Симонян) — 1752, 1-е место[6].

#### Чемпионаты Европы по стрельбе из пневматического оружия
| Соревнование        | Дата               | Государство    | Город   | Дисциплина                   | Первенство                                                | Очки | Позиция |
| ------------------- | ------------------ | -------------- | ------- | ---------------------------- | --------------------------------------------------------- | ---- | ------- |
| II Чемпионат Европы | 18—20 февраля 1972 | Югославия      | Белград | Пистолет, 10 м, 40 выстрелов | командное: СССР (Г. Жарикова, Н. Столярова, И. Иванова)   | 1125 | 1       |
| IV Чемпионат Европы | 23—24 февраля 1974 | Нидерланды     | Энсхеде | Пистолет, 10 м, 40 выстрелов | личное                                                    | 381  | 2       |
| IV Чемпионат Европы | 23—24 февраля 1974 | Нидерланды     | Энсхеде | Пистолет, 10 м, 40 выстрелов | командное: СССР (Г. Жарикова, Н. Столярова, Г. Дмитриева) | 1147 | 1       |
| V Чемпионат Европы  | 22—23 февраля 1975 | Великобритания | Лондон  | Пистолет, 10 м, 40 выстрелов | личное                                                    | 379  | 1       |
| V Чемпионат Европы  | 22—23 февраля 1975 | Великобритания | Лондон  | Пистолет, 10 м, 40 выстрелов | командное: СССР (Г. Жарикова, Н. Столярова, З. Симонян)   | 1132 | 1       |

#### Чемпионаты СССР и Спартакиады народов СССР
| Соревнование                                              | Дата                                                                                | Город                        | Дисциплина                                                                            | Первенство                                                                 | Очки | Позиция            |
| --------------------------------------------------------- | ----------------------------------------------------------------------------------- | ---------------------------- | ------------------------------------------------------------------------------------- | -------------------------------------------------------------------------- | ---- | ------------------ |
| XXXVI Чемпионат СССР и V Летняя Спартакиада народов СССР  | 17—30 июля 1971                                                                     | Мытищи                       | Малокалиберный пистолет, 50 м, 30 выстрелов                                           | личное: «Т», РСФСР                                                         | 278  | 1                  |
| XXXVI Чемпионат СССР и V Летняя Спартакиада народов СССР  | 17—30 июля 1971                                                                     | Мытищи                       | Малокалиберный пистолет, 50 м, 30 выстрелов                                           | командное: РСФСР (Г. Жарикова, Н. Ибрагимова, Н. Казакова)                 | 823  | 1                  |
| XXXVI Чемпионат СССР и V Летняя Спартакиада народов СССР  | 17—30 июля 1971                                                                     | Мытищи                       | Стандартный малокалиберный пистолет, мишень с чёрным кругом и силуэт, 25 м (30+30)    | личное                                                                     | 583  | 2                  |
| XXXVI Чемпионат СССР и V Летняя Спартакиада народов СССР  | 17—30 июля 1971                                                                     | Мытищи                       | Стандартный малокалиберный пистолет, мишень с чёрным кругом и силуэт, 25 м (20+20+20) | командное: РСФСР (Н. Казакова, Г. Жарикова, В. Гошадзе)                    | 1639 | 3                  |
| XXXVI Чемпионат СССР и V Летняя Спартакиада народов СССР  | 17—30 июля 1971                                                                     | Мытищи                       | Пневматический пистолет, 10 м, 60 выстрелов                                           | командное: РСФСР (Г. Жарикова, Н. Ибрагимова, Н. Казакова)                 | 1696 | 1                  |
| XXXVII Чемпионат СССР                                     | 22—26 июня, 13—23 октября 1972                                                      | Минск                        | Малокалиберный пистолет, 50 м, 30 выстрелов                                           | командное: ДОСААФ/ДСО профсоюзов-1 (Г. Жарикова, З. Симонян, Г. Дмитриева) | 808  | 01 ! [ 13 ]        |
| XXXVII Чемпионат СССР                                     | 22—26 июня, 13—23 октября 1972                                                      | Минск                        | Пневматический пистолет, 10 м, 40 выстрелов                                           | личное: «Т», РСФСР                                                         | 378  | 2                  |
| XXXVII Чемпионат СССР                                     | 22—26 июня, 13—23 октября 1972                                                      | Минск                        | Пневматический пистолет, 10 м, 40 выстрелов                                           | командное: ДОСААФ/ДСО профсоюзов-1 (Г. Жарикова, З. Симонян, Г. Дмитриева) | 1107 | 02 ! [ 14 ] [ 15 ] |
| XXXVIII Чемпионат СССР                                    | 24 сентября — 3 октября 1973                                                        | Минск                        | Малокалиберный пистолет, 50 м, 30 выстрелов                                           | личное                                                                     | 277  | 3                  |
| XXXVIII Чемпионат СССР                                    | 24 сентября — 3 октября 1973                                                        | Минск                        | Малокалиберный пистолет, 50 м, 30 выстрелов                                           | командное: РСФСР (Г. Жарикова, Г. Дмитриева, В. Ганёнок)                   | 830  | 01 ! [ 16 ]        |
| XXXVIII Чемпионат СССР                                    | 24 сентября — 3 октября 1973                                                        | Минск                        | Стандартный малокалиберный пистолет, мишень с чёрным кругом, 25 м (20+20+20)          | командное: РСФСР (Г. Дмитриева, Г. Жарикова, В. Ганёнок)                   | 1733 | 3                  |
| XXXVIII Чемпионат СССР                                    | 24 сентября — 3 октября 1973                                                        | Минск                        | Пневматический пистолет, 10 м, 40 выстрелов                                           | личное                                                                     | 375  | 3                  |
| XXXVIII Чемпионат СССР                                    | 24 сентября — 3 октября 1973                                                        | Минск                        | Пневматический пистолет, 10 м, 40 выстрелов                                           | командное: РСФСР (Г. Жарикова, В. Ганёнок, Г. Дмитриева)                   | 1114 | 03 ! [ 17 ] [ 18 ] |
| XXXIX Чемпионат СССР                                      | 24 июля — 1 августа, 25—30 октября 1974                                             | Мытищи, Ташкент              | Стандартный малокалиберный пистолет, мишень с чёрным кругом и силуэт, 25 м (30+30)    | личное                                                                     | 587  | 1                  |
| XXXIX Чемпионат СССР                                      | 24 июля — 1 августа, 25—30 октября 1974                                             | Мытищи, Ташкент              | Стандартный малокалиберный пистолет, мишень с чёрным кругом и силуэт, 25 м (30+30)    | командное: ДОСААФ/ДСО профсоюзов-1 (Н. Губина, Г. Жарикова, З. Симонян)    | 1730 | 03 ! [ 19 ]        |
| XXXIX Чемпионат СССР                                      | 24 июля — 1 августа, 25—30 октября 1974                                             | Мытищи, Ташкент              | Пневматический пистолет, 10 м, 40 выстрелов                                           | личное                                                                     | 385  | 3                  |
| XXXIX Чемпионат СССР                                      | 24 июля — 1 августа, 25—30 октября 1974                                             | Мытищи, Ташкент              | Пневматический пистолет, 10 м, 40 выстрелов                                           | командное: ДОСААФ/ДСО профсоюзов-1 (Г. Жарикова, З. Симонян, Н. Губина)    | 1137 | 01 ! [ 20 ] [ 19 ] |
| XLIII Чемпионат СССР                                      | 17 марта — 2 апреля, 26—29 июня, 17—24 июля, 18−20 декабря 1978                     | Сухуми, Львов, Минск         | Стандартный малокалиберный пистолет, мишень с чёрным кругом и силуэт, 25 м (30+30)    | личное                                                                     | 587  | 2                  |
| XLIII Чемпионат СССР                                      | 17 марта — 2 апреля, 26—29 июня, 17—24 июля, 18−20 декабря 1978                     | Сухуми, Львов, Минск         | Стандартный малокалиберный пистолет, мишень с чёрным кругом и силуэт, 25 м (30+30)    | командное: ДОСААФ/ДСО профсоюзов-1 (Г. Жарикова, Г. Корзун, Т. Турищева)   | 1761 | 1                  |
| XLIV Чемпионат СССР и VII Летняя спартакиада народов СССР | 24—29 июня, 23 июля — 1 августа, 18—20 декабря 1979                                 | Львов, Мытищи, Минск         | Стандартный малокалиберный пистолет, мишень с чёрным кругом и силуэт, 25 м (30+30)    | личное                                                                     | 584  | 2                  |
| XLIV Чемпионат СССР и VII Летняя спартакиада народов СССР | 24—29 июня, 23 июля — 1 августа, 18—20 декабря 1979                                 | Львов, Мытищи, Минск         | Стандартный малокалиберный пистолет, мишень с чёрным кругом и силуэт, 25 м (30+30)    | командное: ДОСААФ/ДСО профсоюзов-1 (Т. Турищева, Г. Жарикова, И. Кочерова) | 1745 | 02 ! [ 23 ]        |
| XLIV Чемпионат СССР и VII Летняя спартакиада народов СССР | 24—29 июня, 23 июля — 1 августа, 18—20 декабря 1979                                 | Львов, Мытищи, Минск         | Пневматический пистолет, 10 м, 40 выстрелов,                                          | личное: «Т», РСФСР                                                         | 386  | 3                  |
| XLIV Чемпионат СССР и VII Летняя спартакиада народов СССР | 24—29 июня, 23 июля — 1 августа, 18—20 декабря 1979                                 | Львов, Мытищи, Минск         | Пневматический пистолет, 10 м, 40 выстрелов,                                          | командное: ДОСААФ/ДСО профсоюзов (Г. Жарикова, З. Симонян, Г. Корзун)      | 1152 | 01 ! [ 24 ]        |
| XLV Чемпионат СССР                                        | 18—22 апреля, 17—23 июня, 23—26 августа, 27—28 ноября, 29 сентября — 4 октября 1980 | Сухуми, Мытищи, Минск, Львов | Стандартный малокалиберный пистолет, мишень с чёрным кругом и силуэт, 25 м (30+30)    | командное: РСФСР (Г. Жарикова, Г. Корзун, Т. Турищева)                     | 1771 | 01 ! [ 24 ]        |
| XLV Чемпионат СССР                                        | 18—22 апреля, 17—23 июня, 23—26 августа, 27—28 ноября, 29 сентября — 4 октября 1980 | Сухуми, Мытищи, Минск, Львов | Пневматический пистолет, 10 м, 40 выстрелов                                           | командное: РСФСР (Т. Турищева, Г. Корзун, Г. Жарикова)                     | 1149 | 01 ! [ 25 ]        |